# Quick N' Toast
Le Quick N’ Toast est un burger de la chaîne de restauration rapide Quick , il fait partie des premiers burgers de la marque. 
Il est servi depuis 1994.
Dans certains restaurants de l’enseigne, le Quick N’ Toast n’est proposé qu’en version « Crispy » où des oignons frits croustillants remplacent le bacon.